# Pisomyxa rhacodioides
Pisomyxa rhacodioides är en svampart som beskrevs av Corda 1837. Pisomyxa rhacodioides ingår i släktet Pisomyxa, ordningen Eurotiales, klassen Eurotiomycetes, divisionen sporsäcksvampar och riket svampar.   Inga underarter finns listade i Catalogue of Life.